# Hampton (Florida)
Hampton ist eine Stadt im Bradford County im US-Bundesstaat Florida. Das U.S. Census Bureau hat bei der Volkszählung 2020 eine Einwohnerzahl von 432 ermittelt.

## Geographie
Hampton liegt rund 10 km südlich von Starke sowie etwa 70 km südwestlich von Jacksonville.

## Geschichte
Seinen ersten Eisenbahnanschluss erhielt der Ort 1859 durch die Florida Railroad zwischen Fernandina und Gainesville. Zum Eisenbahnknoten wurde der Ort, als 1890 die Georgia Southern and Florida Railway zwischen Valdosta (Georgia), Lake City und Palatka eine Bahnstrecke eröffnete. Nach dem frühen Bankrott der Gesellschaft ging sie als Tochter 1895 in die Southern Railway über, die wiederum 1990 mit der Norfolk and Western zur Norfolk Southern Railway fusionierte. Die Strecke selbst wurde in den späten 1980er Jahren zwischen Lake City und Palatka stillgelegt, nachdem die Norfolk Southern die Streckennutzungsrechte zwischen Jacksonville und Palatka von CSX erwarb. Der Abschnitt von Lake Butler über Hampton nach Palatka wurde inzwischen vom Florida Department of Transportation in den 76 km langen Palatka-Lake Butler State Trail umgewandelt.
Die Stadt hat Mitte der 1990er Jahre ihr Stadtgebiet in Form eines schmalen Streifens bis zum nahegelegenen U.S. Highway 301 erweitert. Dies geschah in der Absicht, die Stadtfinanzen durch die Durchführung von Geschwindigkeitskontrollen am Streckenabschnitt im Stadtgebiet aufzubessern. Die zunehmend exzessiv durchgeführten Kontrollen, die alleine in den Jahren 2010 bis 2012 zusammen rund 600.000 US-Dollar einbrachten, erregten Unmut in Bevölkerung und Politik des Umlandes. Eine staatliche Rechnungsprüfung ergab 2014 neben weiteren gravierenden Unregelmäßigkeiten, dass die Stadt keine Buchführungsunterlagen vorlegen konnte und erhebliche Geldsummen veruntreut wurden. Das Ausmaß der Verstöße und die Unfähigkeit der Stadt, ihre Verwaltung auf neue Füße zu stellen, führten zu der staatlichen Androhung, die Stadt als Gebietskörperschaft aufzulösen.

## Demographische Daten
Laut der Volkszählung 2010 verteilten sich die damaligen 500 Einwohner auf 232 Haushalte. Die Bevölkerungsdichte lag bei 185,2 Einw./km². 87,4 % der Bevölkerung bezeichneten sich als Weiße und 9,0 % als Afroamerikaner. 1,4 % gaben die Angehörigkeit zu einer anderen Ethnie und 2,2 % zu mehreren Ethnien an. 1,8 % der Bevölkerung bestand aus Hispanics oder Latinos.
Im Jahr 2010 lebten in 37,0 % aller Haushalte Kinder unter 18 Jahren sowie 32,8 % aller Haushalte Personen mit mindestens 65 Jahren. 64,1 % der Haushalte waren Familienhaushalte (bestehend aus verheirateten Paaren mit oder ohne Nachkommen bzw. einem Elternteil mit Nachkomme). Die durchschnittliche Größe eines Haushalts lag bei 2,60 Personen und die durchschnittliche Familiengröße bei 3,12 Personen.
29,2 % der Bevölkerung waren jünger als 20 Jahre, 23,8 % waren 20 bis 39 Jahre alt, 25,8 % waren 40 bis 59 Jahre alt und 21,2 % waren mindestens 60 Jahre alt. Das mittlere Alter betrug 37 Jahre. 49,0 % der Bevölkerung waren männlich und 51,0 % weiblich.
Das durchschnittliche Jahreseinkommen lag bei 33.403 $, dabei lebten 21,5 % der Bevölkerung unter der Armutsgrenze.
Im Jahr 2000 war Englisch die Muttersprache von 100 % der Bevölkerung.

## Verkehr
Hampton wird vom U.S. Highway 301 (SR 200) durchquert. Der nächste Flughafen ist der Gainesville Regional Airport (rund 25 km südwestlich).

## Kriminalität
Die Kriminalitätsrate lag im Jahr 2010 mit 165 Punkten (US-Durchschnitt: 266 Punkte) im niedrigen Bereich. Es gab zwei Körperverletzungen, drei Einbrüche, einen Diebstahl und einen Autodiebstahl.